# تاتیانا لوتر
تاتیانا لوتر (ایتالیایی: Tatiana Luter؛ ۲۱ مه ۱۹۹۰) بازیگر سینما و تلویزیون اهل ایتالیا است.
از فیلم‌هایی که وی در آن‌ها نقش داشته‌است، می‌توان به پازولینی و جوانی اشاره نمود.